# San Leone I
Le titre cardinalice de San Leone I a été institué par le pape Paul VI le 5 février 1965 dans la constitution apostolique Romanorum Pontificum morem. Il est attaché à l'église San Leone I dans le quartier de Prenestino-Labicano

## Titulaires
- Lorenz Jäger (1965-1975)
- Roger Etchegaray (1979-1998)
- Karl Lehmann (2001-2018)
- Sergio Obeso Rivera (2018-2019)
- Cristóbal López Romero (2019 - )

### Sources
- (it) Cet article est partiellement ou en totalité issu de l’article de Wikipédia en italien intitulé « San Leone I (titolo cardinalizio) » (voir la liste des auteurs).